# Neptuno Films
Neptuno Films fue un estudio de animación español. Fundado en 1991 por Josep Viciana, se dedicó a producir series de dibujos animados para Televisión Española (TVE) y TV3.

## Historia
La productora fue fundada en 1991 por Josep Lluís Viciana, quien anteriormente había trabajado para D'Ocon Films en series como Los Aurones y Los Fruittis.
El primer trabajo del nuevo estudio fue la serie de cortometrajes Balín, ofrecida en TVE y posteriormente en Club Super 3. A esta le siguieron dos series de animación: Detective Bogey (1994-1996), basada en una idea original de Viciana, y El patito feo (1997-1998), adaptación del cuento homónimo de Hans Christian Andersen. Ambas fueron emitidas en los bloques de programación infantil de La Primera y La 2.
A partir del 2000, Neptuno empezó a producir series de dibujos para las televisiones autonómicas, principalmente TV3. El mayor éxito del estudio fue La vaca Connie (2003-2007), vendida a más de diez países, aunque también destacaron otros trabajos como La brigada de los sepultureros (2000), Bandolero (2001, producida para Canal Sur Televisión), Los disfraces de Dougie (2006-2008) y las coproducciones Princesas del mar (2007), Megaminimals (2009) y Chuck Chicken (2011).
Neptuno Films  desde febrero de 2017.ya no existe